# Sitticus sexsignatus
Sitticus sexsignatus là một loài nhện trong họ Salticidae.
Loài này thuộc chi Sitticus. Sitticus sexsignatus được Pelegrin Franganillo-Balboa miêu tả năm 1910.